# Општина Рибница
Општина Рибница (словен. Ribnica) је једна од општина Југоисточне Словеније у држави Словенији. Седиште општине је насеље Рибница.

## Природне одлике
Рељеф: Општина Рибница налази се у јужном делу државе. Општина се пружа између планине Готенишке Горе на западу и планине Сухе Крајине на истоку. Доминира карстно тло. Тако се у средишту општине налази Рибнишко поље, једно од најзначајнијих крашких поља у Словенији.
Клима: У општини влада оштрија, планинска варијанта умерено континенталне климе.
Воде: У општини нема већих водотока. Већи број водотока је у виду понорница. Највећи водотоци су речице Бистрица и Тржишчица.

## Становништво
Општина Рибница је средње густо насељена.

## Насеља општине
| - Андол - Блате - Брег при Рибници на Долењскем - Бреже - Бриновшчица - Буковец при Пољанах - Буковица - Велике Пољане - Винтарји - Врх при Пољанах - Гашпиново - Горење Подпољане - Горењи Лази - Горича Вас - Грабен - Грчарице | - Грчарске Равне - Гребење - Грич - Дане - Долења Вас - Долење Подпољане - Долењи Лази - Дуле - Жлебич - Жуково - Задники - Задоље - Запуже при Рибници - Злати Реп - Јелендол - Јеленов Жлеб - Јунчје | - Јурјевица - Кот при Ракитници - Кот при Рибници - Крнче - Левстики - Липовец - Макоше - Маролче - Маршичи - Немшка Вас - Ортнек - Отавице - Перово - Прапроче - Пригорица - Пуглед при Карловици | - Пусти Хриб - Ракитница - Рибница - Ригељ при Ортнеку - Сајевец - Слатник - Сушје - Св. Грегор - Финково - Хојче - Хровача - Худи Конец - Чрнец - Чрни Поток при Великих Лашчах - Шкрајнек |  |